# Juillet 1809

## Événements
- 4 juillet : le pape Pie VII est placé en résidence surveillée à Savone (fin en 1812)

- 5 - 6 juillet : victoire décisive de Napoléon à la bataille de Wagram contre les Autrichiens de Charles Louis d'Autriche. L’armée autrichienne peut se retirer sans être poursuivie[1].

- 6 juillet : le pape Pie VII est arrêté et déporté à Savone[2].

- 9 juillet : la partie orientale de Haïti capitule à Saint-Domingue et redevient colonie espagnole. Les Français sont chassés de l'île[3].

- 10 - 11 juillet : bataille de Znaïm[1].

- 12 juillet : l'archiduc Charles doit conclure un armistice à Znaïm[1].

- 13 juillet : capitulation de Saint-Louis[4]. Les Britanniques chassent les Français du Sénégal (fin en 1817).

- 16 juillet : soulèvement de La Paz contre la couronne espagnole mené par Pedro Domingo Murillo (réprimé le 25 octobre)[5].

- 27 - 28 juillet : victoire de Wellesley sur Soult à Talavera de la Reina[6]. Wellesley se replie sur Lisbonne et fortifie les lignes de Torres Vedras.

- 29 juillet : expédition de Walcheren. Tentative d’invasion britannique en Zélande, à Flessingue[1] (fin le 10 décembre).

## Naissances
- 9 juillet : Friedrich Gustav Jakob Henle (mort en 1885), pathologiste et anatomiste allemand.

## Décès
- 22 juillet : Jean Senebier, pasteur et botaniste suisse (° 6 mai 1742).